# Ойтоган
Ойтоган (каз. Ойтоған) — село в Аксуском районе Жетысуской области Казахстана. Административный центр Ойтоганского сельского округа. Код КАТО — 193275100.

## Население
В 1999 году население села составляло 1215 человек (641 мужчина и 574 женщины). По данным переписи 2009 года, в селе проживало 812 человек (434 мужчины и 378 женщин).